# Spirit Counsel
Spirit Counsel je šesté sólové studiové album amerického hudebníka Thurstona Moorea, které vyšlo v září 2019. Jde o trojalbum obsahující tři dlouhé instrumentální experimentální skladby, které byly nahrány v Les Ateliers Claus v Bruselu, Wilton Way Studios a Barbican Centre v Londýně. Skladba „8 Spring Street“ dostala svůj název podle adresy hudebníka Glenna Brancy, jemuž je poctou. Ve skladbě „Galaxies“ hraje dvanáct kytaristů.

## Seznam skladeb
1. Alice Moki Jayne – 1:03:42
2. 8 Spring Street – 29:19
3. Galaxies – 55:41

## Obsazení
- Thurston Moore
- Debbie Googe
- James Sedwards
- Jon Leidecker
- Jen Chochinov
- Jem Doulton

a další